# 紅星頭菌
紅星頭菌（學名：Aseroe rubra），又名紅星頭鬼筆，是澳洲很普遍的擔子菌門真菌，其特徵是帶有腐肉的臭味及像海葵的外形。紅星頭菌可以在長滿草及佈滿覆蓋物的地方生長。它的外型像一顆紅星，有白色的莖。它會吸引蒼蠅來幫助散佈孢子。

## 科學分類
紅星頭菌是最早被描述的澳洲本地真菌，是於1800年由法國植物學家雅克·拉比亞迪埃（Jacques Labillardière）在塔斯曼尼亞南部採集。其學名是取自古希臘文及拉丁文，意思是「討厭的汁液」及「紅色」。它是屬於鬼筆科，但有些學者則將它分類在籠頭菌科中。

## 描述
紅星頭菌最初呈一個白色的蛋狀，直徑3厘米，空心的白莖從中生長，其上有紅色的「觸手」伸出，並可以生長達10厘米高。成熟後的紅星頭菌呈紅星狀，共有6-10個長3.5厘米兩裂的觸手。紅星頭菌的表面由深橄欖褐色的造孢組織所覆蓋，帶有腐肉的氣味。底部有杯狀的菌托，是最初蛋狀結構的殘餘物。

## 分佈及生長地
紅星頭菌在澳洲廣泛分佈，由昆士蘭東南部經新南威爾士及維多利亞州至塔斯曼尼亞。在太平洋彼岸的群島亦有其蹤跡。紅星頭菌是腐生生物，可以在木屑或覆蓋物上生長。
紅星頭菌似乎跟隨了園林或土壤製品運送至世界各地。英國裘園於1829年就有紀錄紅星頭菌在澳洲入口的土壤中生長，及後在美國加利福尼亞州亦有出現。

## 外部連結
- Australian Biological Resources Study （页面存档备份，存于）
- Fungimap